# Sébastien Garat
 (novembre 2009).
Si vous disposez d'ouvrages ou d'articles de référence ou si vous connaissez des sites web de qualité traitant du thème abordé ici, merci de compléter l'article en donnant les références utiles à sa vérifiabilité et en les liant à la section « Notes et références ».
Sébastien Garat ou Seb Garat est un kitesurfeur français né le 1er décembre 1983 à Paris.

## Biographie
Il ne commence le kiteboard qu’en 2002. Il est issu du milieu du windsurf. Passionné depuis tout petit par le vent, la mer et le sport en général, il est également gymnaste depuis ses 10 ans, c'est avec un trampoline qu’il s’entraîne régulièrement pour travailler les manœuvres de Freestyle en Kitesurf.
Double champion du monde (2006 et 2007), quadruple champion de France (2007, 2008, 2009 et 2013) et Champion d'Europe en 2011.
Sixième en 2011 sur le classement overall de la coupe du monde PKRA, il est resté dans le top 10 mondial jusqu'en 2013.

## Palmarès
2005 :
- 5th Freestyle on KPWT World Championship
- Vice-champion de France

2006 :
- Freestyle KPWT World Champion
- Vice-champion de France

2007 : 
- Freestyle KPWT World Champion
- Course Racing KPWT World Champion
- Overall KPWT World Champion
- champion de France de freestyle

2008 :
- champion de France de freestyle
- 2d of the TERI Kitesurf Pro
- 6th Overall PKRA
- 3th PKRA Chili
- 9th PKRA Brésil
- 9th PKRA Canada
- 9th PKRA Germany
- 2d PKRA Fuerte
- 2th of the Kite Masters
- 6th on PKRA Tarifa
- 1st on Campione Kite Cup (Garda Lake)
- 17th on PKRA Cabarete
- 17th on PKRA Venezuela
- 5th PKRA France
- 17th on PKRA Mexico

2009 :
- 9th PKRA Fuerteventura
- 1st Campione Kite Cup (Garda Lake Italy)
- 6th PKRA France